# 린이쥔 (정치인)
린이쥔(중국어 정체자: 林憶君, 병음: Lín Yìjūn, 1970년 10월 4일 ~ )은 타이완의 정치인, 제11대 입법위원이다. 